# Libro de Hageo
El libro de Hageo (en hebreo: ספר חגי‎, romanizado: Sefer Ḥaggay) es parte de los profetas menores. Con él empieza el periodo postexílico de la profecía de Israel, en el cual le acompañará Zacarías y le sucederá, casi un siglo más tarde, Malaquías. 
Como muchos otros de los profetas menores. Hageo no es conocido más que por algunas pocas noticias. Sus cuatro discursos se refieren todos al segundo año de Darío I (520 a. C.), y fueron pronunciados en menos de cuatro meses (cf. 1, 1; 2, 11 y 21).
Su nombre como el de Zacarías se menciona en Esdras 5, 1 y 6, 14, y allí vemos, como en los profetas anteriores, el ambiente decaído de los "restos" de Israel vueltos de Babilonia (tribus de Judá y Benjamín), que estos enviados de Dios trataron de levantar en aquel periodo, y que tan lejos estaba de la restauración soñada según los vaticinios de los profetas. 
En el orden político Israel estaba sometido a la tiranía extranjera; en el religioso y moral, reinaba la horrible decadencia que Malaquías enrostra a sacerdotes y pueblo, al que el mismo Hageo condena por su impureza (2, 10 ss.) y por su indiferencia en construir el nuevo Templo (1, 4 ss.), que debería haber sido el objeto de todas sus ansias, según las esplendorosas promesas del profeta Ezequiel (cf. Ez. 40, 1 ss.). Época "penosa y aún dolorosa, porque la teocracia hallaba, de parte de los hombres, muchos obstáculos para salir de sus ruinas, y el desaliento se había apoderado de los judíos, también del punto de vista religioso" (Fillion). (Esdr. 1, 2).

## Contenido
En el primer discurso (1, 2-2, 1), Hageo exhorta a los judíos, remisos en reanudar la reconstrucción del Templo; 
En el segundo (2, 2-10) consuela a los que habían visto la gloria y magnificencia del Templo salomónico; 
En el tercero (2, 11-20), anuncia la bendición de Dios y la futura gloria del Templo; 
En el cuarto (2, 21-24), se dirige a Zorobabel prometiéndole recompensa divina y fortaleciéndole con la promesa del reino mesiánico futuro, "con lo cual se ve una vez más que esta restauración precaria de aquellas pocas tribus, que tanto había de sufrir aún en tiempos de los Macabeos, y caer luego en el deicidio y la total dispersión, no era sino figura de aquella otra que constituía la esperanza de Israel". (Cf. Sofonías 3, 20).